# 박완수
박완수(朴完洙, 1955년 8월 10일~)는 대한민국의 공무원, 정치인으로, 제38대 경상남도지사(민선 8기)이다. 경상남도 창원시장, 제6대 인천국제공항공사 사장, 제20·21대 국회의원을 역임하였다.
1955년 경상남도 통영시 도산면에서 태어났다. 통영 도산초등학교, 경남 고성 철성중학교, 마산공업고등학교를 졸업했다. 마산 수출자유지역 동경전자에서 일하면서 한국방송통신대학을 거쳐 경남대학교를 졸업한 후 1979년 행정고등고시에 합격하여 30여년 간 공직 생활을 하였다.
2013년 1월 8일 영국 시장재단(The City Mayors FOundation)이 발표한 '세계 10대 시장'에서 6위에 올랐다.
2014년 2월 3일에는 창원시장직을 사퇴하고 새누리당의 경상남도지사 출마를 선언하였으나, 새누리당 경상남도지사 후보 경선에서 2012년 보궐선거 경선에 이어 홍준표에 패했다.
2014년 10월부터 2015년 12월 19일까지 인천국제공항공사 사장을 역임했다.
2016년 20대 총선에 창원시 의창구에 새누리당 후보로 출마하여 당선되었다. 2020년 21대 총선에 창원시 의창구에 미래통합당 후보로 출마하여 당선되었다.
2022년 제8회 전국동시지방선거 경상남도지사 출마를 선언하며 국회의원을 사퇴했고, 3번째 도전 끝에 경상남도지사에 당선되었다.

## 논란

### 창원시 야구장 논란
2010년 10월 26일 KBO와의 제9구단 유치협약을 통하여 창원시는 NC 다이노스를 유치하게 되었다. KBO는 NC 다이노스의 가입을 위한 가이드라인 중 하나로 가입승인 이후 5년 이내로 2만5천석 규모의 새 야구장을 확보할 것을 지시하였고 이에 불응시 예치금 100억을 KBO에 귀속한다고 결정하였다. 하지만, 창원시 새 야구장의 건설은 미루어지다가 2013년 1월 30일 전체 후보중 10순위인 진해 육군대학부지를 선정하였다. 이에 NC 다이노스와 KBO는 반발하였고 안전행정부도 두차례의 지방재정중앙투융자심사에 재검토 결정을 내리면서 창원시 새 야구장 건설은 꼬여갔다. 이에 마산지역의 시의원들은 새 야구장 건설을 백지화하라는 성명을 발표하였으며 진해지역 시의원들도 반박성명을 내면서 지역갈등이 고조되었다. 결국 제3차 지방재정중앙투융자심사를 통과하였지만 안전행정부는 NC 다이노스와 KBO와의 협의 없이는 재정지원을 하지 않겠다고 밝혔으며, NC 다이노스와 KBO 및 대다수의 야구팬들은 진해야구장 건설을 반대하고 있었다.
2014년이 되어 울산광역시와 포항시가 NC 다이노스의 유치를 선언하면서 NC 다이노스의 연고지 이전 문제 및 진해 야구장 건설에 관한 이슈가 창원시 및 경남도지사 선거에 영향을 미치는 사안이 되었다.

### 경남도지사 출마, 홍준표와의 갈등
박완수는 2014년 지방선거에서 경남도지사로의 출마를 결심했다. 박완수는 자신과 함께 경남도지사 새누리당 후보 경선에 도전한 홍준표의 정책들을 비판했다. 2014년 2월 27일에는 밀양시에서 기자간담회를 열고 "행정 책임자가 현장에 가지 않고 강 건너 불을 보듯 앉아 보고만 받는 등 해결 의지가 전혀 없기 때문에 송전탑 갈등이 오랫동안 지속하고 있다"고 말했다. 밀양 송전탑 사건에 대한 홍준표의 대응을 지적한 것이다. 이어 박완수는 밀양 송전탑 문제에 대해 "충분한 대화와 소통이 없어서 송전탑 갈등과 감정의 골이 깊어진다”며“도지사 당선 후 반대 주민과 한전 간에 적극적으로 중재에 나서겠다"는 뜻을 밝혔다.

같은 날 부산일보에 게재된 인터뷰에서 박완수는 홍준표 지사의 진주의료원 폐쇄 문제를 짚었다. 인터뷰에서 박완수는 진주의료원 폐업에 대해 "당초 홍준표 지사가 경남도의 재정적자 해소차원에서 검토했으나 설득력이 떨어지자 강성노조를 빌미로 폐업한 정치적 도박행위"라며 공공의료기관인 경남행복의료원을 설립하겠다고 밝혔다. 진주의료원 관련 박완수의 비판에 대해 2월 27일 한수진의 SBS 전망대에 출연한 홍준표는 "박완수 전 시장이 통합진보당 경선으로 착각을 하고 있다"라며 박완수의 진주의료원 재개원 공약은 "우리 경남 사람들이나 새누리당 사람들 전혀 반기지 않는다"고 지적했다.
또한 부산일보 인터뷰에서 박완수는 "홍준표 지사는 경남도지사 자리를 대권의 발판으로 여기고 있다고 생각한다. 대권에 도전할 의사를 숨기지 않고 있다. 우려되는 대목이 아닐 수 없다"라고 비판하며 "도정의 연속성이 담보되어야 경남이 발전할 수 있다. 도정의 연속성을 유지하기 위해서는 도지사가 정치적 사심을 버려야 하는 것이 가장 중요하다"라고 말했다.

## 학력
- 1968년 통영도산국민학교 졸업
- 1971년 철성중학교 졸업
- 1974년 마산공업고등학교 졸업
- 1976년 한국방송통신대학교 행정학과
- 1979년 경남대학교 행정학과 학사
- 1981년 경남대학교 대학원 행정학 석사
- 2001년 경남대학교 행정대학원 행정학 박사

### 명예 박사 학위
- 2009년 창원대학교 명예경영학 박사

## 경력
- 1972년: 동경전자 입사
- 1979년: 제23회 행정고등고시 합격, 합천군수, 경남도 농정국장·경제통상국장, 김해부시장 등 역임
- 2001년: 울산대학교 특임강사
- 2002년: 동아대학교 겸임교수
- 2003년: 가야대학교 행정대학원 원장 역임
- 2004년 6월 5일: 2004년 상반기 재보궐선거 당선(민선 3기, 경상남도 창원시장, 한나라당, 초선)
- 2004년 6월~2006년 6월: 제19대 경상남도 창원시장(민선 3기, 한나라당, 초선)
- 2006년 5월 31일: 제4회 전국동시지방선거 당선(민선 4기, 경상남도 창원시장, 한나라당, 재선)
- 2006년 7월~2010년 6월: 제20대 경상남도 창원시장(민선 4기, 한나라당, 재선)
- 2007년 11월~2014년 1월: UCLG (세계지방자치단체연합) 세계위원
- 2009년 6월: IAEC(국제교육도시연합) 아·태 네트워크 의장 선임
- 2010년 6월 2일: 제5회 전국동시지방선거 당선(민선 5기, 경상남도 창원시장, 한나라당, 3선)
- 2010년 7월~2014년 2월: 제21대(초대 통합 창원시) 경상남도 창원시장(민선 5기, 한나라당→새누리당, 3선)
- 2011년 10월: 세계 생태교통연맹 (EcoMobility Alliance) 초대의장 선임
- 2013년 12월: 세계 생태교통연맹 (EcoMobility Alliance) 제2기 의장 선임
- 2014년 1월 1일~2015년 12월 31일: 제2기 세계생태교통연맹(Eco Mobility Alliance) 의장 재추대
- 2014년 2월~2014년 5월: 제6회 전국동시지방선거 경상남도지사 새누리당 예비후보
- 2014년 10월~2015년 12월: 제6대 인천국제공항공사 사장
- 2016년 4월 13일: 대한민국 제20대 국회의원 선거 당선(경남 창원시 의창구, 새누리당, 초선)
- 2016년 5월~2017년 2월: 새누리당 경상남도당 창원시 의창구 당원협의회 위원장
- 2016년 9월~2017년 2월: 새누리당 지방자치위원회 위원장
- 2016년 12월~2017년 2월: 새누리당 최고위원
- 2017년 1월~2017년 2월: 새누리당 비상대책위원회 위원
- 2017년 2월~2018년 2월: 자유한국당 경상남도당 창원시 의창구 당원협의회 위원장
- 2017년 2월: 자유한국당 지방자치위원회 위원장
- 2017년 2월: 자유한국당 비상대책위원회 위원
- 2017년 12월~2018년 12월: 자유한국당 원내부대표
- 2018년 12월~2020년 2월: 자유한국당 경상남도당 창원시 의창구 당원협의회 위원장
- 2019년 4월~2020년 2월: 자유한국당 신정치혁신특별위원회 - 공천혁신소위원회 위원
- 2019년 7월~2020년 2월: 자유한국당 생명 안전 뉴딜 특별위원회 부위원장
- 2019년 11월~2019년 12월: 제21대 국회의원 선거 자유한국당 총선기획단 위원
- 2019년 12월~2020년 2월: 자유한국당 사무총장
- 2019년 12월~2020년 2월: 자유한국당 조직강화특별위원회 위원장
- 2019년 12월~2020년 2월: 제21대 국회의원 선거 자유한국당 총선기획단 단장
- 2020년 1월~2020년 2월: 자유한국당 제21대 국회의원 선거 공천관리위원
- 2020년 2월~2020년 9월 : 미래통합당 경상남도당 창원시 의창구 당원협의회 위원장
- 2020년 2월~2020년 5월: 미래통합당 사무총장
- 2020년 2월~2020년 3월: 미래통합당 제21대 국회의원 선거 공천관리위원
- 2020년 3월~2020년 4월: 미래통합당 제21대 국회의원 선거 중앙선거대책위원회 총괄선거대책본부장
- 2020년 4월 15일: 대한민국 제21대 국회의원 선거 당선(경남 창원시 의창구, 미래통합당, 재선)
- 2020년 9월~2021년 6월: 국민의힘 정책조정위원회 제3정조위원장(운영·법사·행안 분야)
- 2020년 9월~2022년 4월: 국민의힘 경상남도당 창원시 의창구 당원협의회 위원장
- 2020년 12월~2021년 3월: 국민의힘 2021년 재보궐선거 공약개발단 공통공약 개발단 공정경쟁팀 위원장
- 2021년 12월~2022년 1월: 국민의힘 살리는 선거대책위원회 중앙선대위 산하 위원회 행정자치혁신위원장
- 2021년 12월~2022년 3월: 국민의힘 경남을 살리는 선거대책위원회 선거대책위원장단 공동선거대책위원장
- 2022년 2월~2022년 3월: 국민의힘 공명선거·안심투표 추진위원회 공동부위원장
- 2022년 4월~2022년 6월: 제8회 전국동시지방선거 국민의힘 경상남도지사 후보
- 2022년 6월 1일: 제8회 전국동시지방선거 당선(민선 8기, 경상남도지사, 국민의힘, 초선)
- 2022년 7월~: 제38대 경상남도지사(민선 8기, 국민의힘, 초선)
- 2022년 7월~: 경남 FC 구단주
- 2025년 1월~: 제18대 대한민국시도지사협의회 부회장

### 의정 활동
- 2016년 5월~2020년 5월: 제20대 국회의원(경남 창원시 의창구, 새누리당→자유한국당→미래통합당, 초선)
  - 2016년 6월~2018년 5월: 제20대 국회 전반기 국토교통위원회 위원
  - 2016년 7월~2017년 6월: 제20대 국회 민생경제특별위원회 위원
  - 2018년 7월~2020년 5월: 제20대 국회 후반기 국토교통위원회 위원
  - 2019년 1월~2020년 5월: 제20대 국회 후반기 행정안전위원회 위원
  - 2019년 7월~2020년 5월: 제20대 국회 후반기 예산결산특별위원회 위원
- 2020년 5월~2022년 4월 29일: 제21대 국회의원(경남 창원시 의창구, 미래통합당→국민의힘, 재선)
  - 2020년 7월~2022년 4월: 제21대 국회 행정안전위원회 간사
  - 2020년 9월~2022년 4월: 제21대 국회 전반기 행정안전위원회 법안심사 제2소위원회 위원장
  - 2021년 11월~2022년 4월: 제21대 국회 중앙선거관리위원회 위원(문상부) 선출에 관한 인사청문특별위원회 간사
  - 2022년 4월 : 제21대 국회 행정안전위원회 위원
  - 2022년 4월 : 제21대 국회 행정안전위원회 법안심사 제1소위원회 위원

## 수상
- 2005~2008 한국언론인포럼 주관, 살기좋은도시 4년연속 대상
- 2005년 5월 '2005 대한민국 CEO 경영대상' 수상(헤럴드경제)
- 2006년 6월 '한국최고의 리더대상' 수상(한국일보)
- 2007~2009 보건복지부 주관, 지자체복지정책 평가 3년연속 최우수
- 2007년 2월 '대한민국 미래를 여는 인물'로 선정(헤럴드 경제)
- 2008년 1월 영국 인터넷통신사 City Mayors 주관 '세계50대 시장(World Mayors)' 선정
- 2008년 10월 '대한민국 최고경영자대상' 수상(한국공공자치연구원)
- 2008년 12월 국무총리실 주관, 제1회 섬김이 대상 대통령상
- 2010년 2월 지자체장 공약이행 평가 전국 1위(한국매니페스토 실천본부)
- 2011년 제8회 대한민국지방자치경영대전 대통령상 수상(행정안전부 주최)
- 2012년 3월 제21회 대한민국 무궁화 대상
- 2013년 1월 세계 10대 시장 6위 선정(영국 City Mayors 주관)

## 가족
- 배우자: 차경애
- 자녀: 2남

## 역대 선거 결과
|  | 26.57% |

|  | 67.80% |

|  | 68.10% |

|  | 55.16% |

|  | 56.61% |

|  | 59.04% |

|  | 65.70% |

## 소속 정당
| 소속 정당 | 소속 정당  | 소속 기간 | 비고      |
| --------- | ---------- | --------- | --------- |
|           | 무소속     | 2002~2004 | 정계 입문 |
|           | 한나라당   | 2004~2012 | 입당      |
|           | 새누리당   | 2012~2014 | 당명 변경 |
|           | 무소속     | 2014~2015 | 탈당      |
|           | 새누리당   | 2015~2017 | 복당      |
|           | 자유한국당 | 2017~2020 | 당명 변경 |
|           | 미래통합당 | 2020      | 합당      |
|           | 국민의힘   | 2020~현재 | 당명 변경 |

## 같이 보기
- 창원시 의창구 (선거구)
- 창원시 의창구의 국회의원
- 합천군수
- 창원시장
- 경상남도지사